# Monasterio de Nuestra Señora de los Ángeles de Avingaña
El monasterio de Nuestra Señora de los Ángeles de Avingaña (en catalán: Monestir de Nostra Senyora dels Àngels d'Avinganya) es un antiguo monasterio medieval. Las ruinas del monasterio de Avinganya (o Vinganya) se encuentran situadas a 2 km al sur de la villa de Serós (Segriá, Lérida), a la derecha del río Segre, muy cercanas a la carretera que conduce a Granja de Escarpe. Actualmente, los restos pertenecen a la Diputación de Lérida y se han realizado diferentes intervenciones arqueológicas en su entorno.
Este inmueble está inscrito como Bien Cultural de Interés Local (BCIL) en el Inventario del Patrimonio Cultural catalán con el código IPA-14663.

## Historia
El actual monasterio está construido sobre una antigua granja islámica, de la que queda el basamento de una torre cuadrangular en su interior. De hecho, su nombre deriva del árabe, puesto que estas tierras debieron de ser cedidas al valí almorávide Yahya ibn Alí ibn Ghaniya.
Pere de Bellvís dio estas tierras a Juan de Mata por su liberación de los musulmanes, de quien era cautivo. Juan de Mata fundó allí el primer monasterio de la Orden Trinitaria de tierras hispánicas, en 1201.
Un año después, en 1202, el obispo de Lérida consagró la iglesia. Debido a su declive económico, la infanta Constanza de Aragón, hija ilegítima del rey Pedro II, instaló una comunidad y la dotó económicamente en 1250, convirtiendo Nuestra Señora de los Ángeles de Avinganya en el único monasterio trinitario femenino hasta el siglo XVI. Una de las prioras fue Sibila de Moncada, hermana de la reina Elisenda, la última esposa del rey Jaime II de Aragón. Miembros de la familia Moncada fueron patrones del monasterio y mandaron a construir una gran capilla funeraria en el siglo siglo XVI. Debido a una profunda crisis, en 1529 volvió a ser monasterio masculino.
En la época gótica la iglesia fue reedificada y todavía se amplió en el siglo XVI. Durante la guerra de la Independencia el lugar fue saqueado. Poco después, en 1835, pasó a manos particulares. Al quedar el edificio abandonado, fue víctima de la expoliación y de destrozos. Desde el año 1986 se restaura y excava. Hoy en día se puede visitar gratuitamente.

## Intervenciones arqueológicas
En diferentes campañas arqueológicas se han identificado cuatro zonas de necrópolis o de entierro: en el interior del templo, al oeste del templo (actual entrada al monumento), al nordeste del templo y un pequeño espacio entre el templo y el claustro. Solamente la necrópolis nordeste ha sido más ampliamente estudiada. Excavada en 2009 a cargo del Instituto de Estudios Ilerdenses, se cree que se recuperó el 30% del total del cementerio original.
En esta necrópolis se  localizaron 49 tumbas y se considera la más antigua en torno al monasterio (siglos viii-xiv). Su uso sería eminentemente civil. El estudio antropológico revela la presencia tanto de hombres como de mujeres, con una supervivencia similar a otros núcleos medievales rurales, entre 21-40 años por los dos sexos, con la presencia de un único hombre que superó los 60 años.
También hay que destacar la alta presencia de patologías. Como mínimo, 34 individuos presentan algún tipo de afección, sobre todo de carácter articular (osteoartritis). Esto se relaciona con la vida rural y la actividad propia de esta. De hecho, por el análisis patológico se podría considerar una división del trabajo, puesto que la artrosis en hombres es más presente en la espalda y, en mujeres, en las manos. Entre los casos encontrados, se ha identificado un hombre adulto afectado de hiperostosis esquelética idiopàtica difusa (DISH o enfermedad de Forestier) y una mujer adulta afectada de una infrecuente osteoartopatía hipertrófica (OPH), entre otros afectados de patologías congénitas, traumatismos e infecciones postraumáticas.